# Gaby Morlay

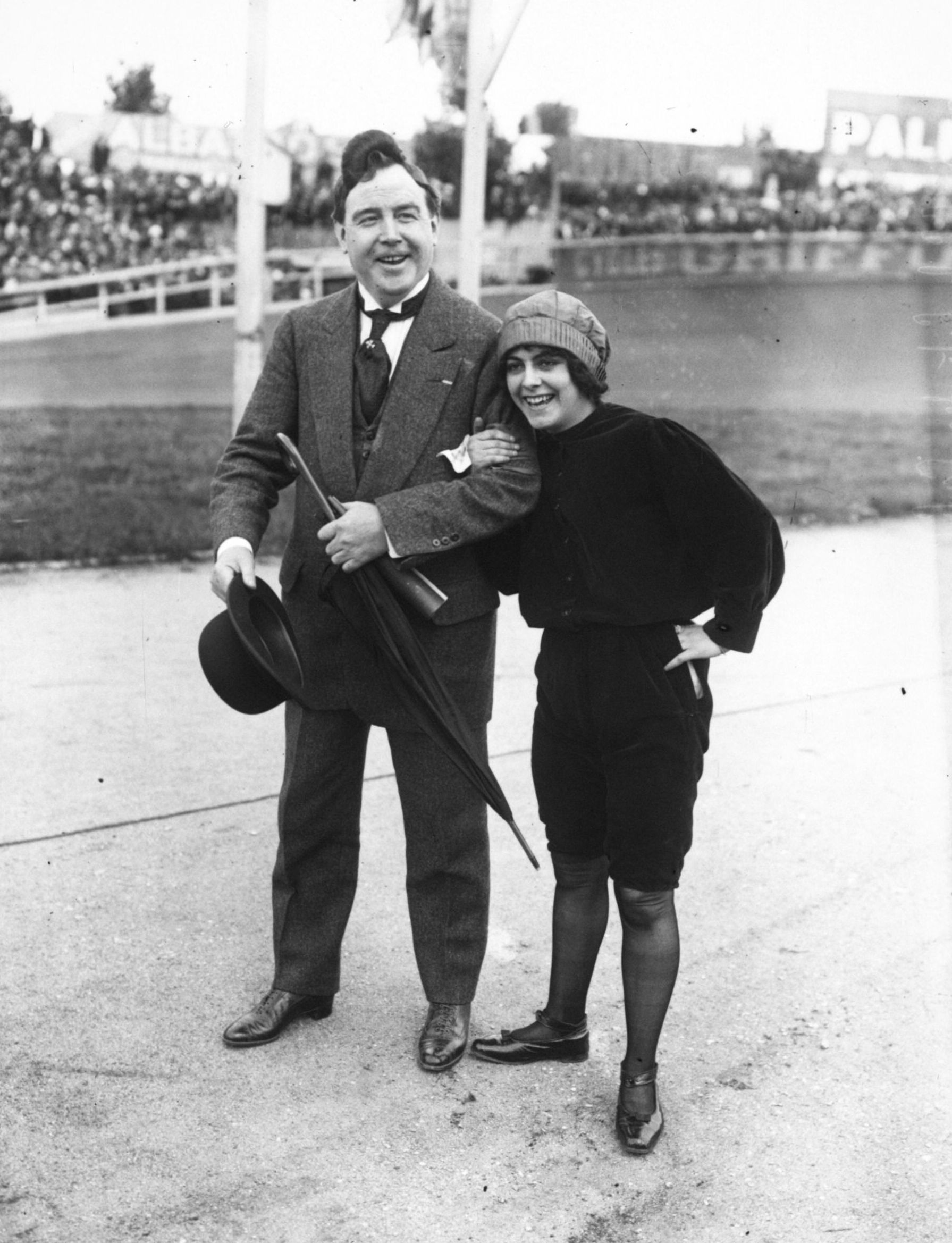
Gaby Morlay till höger 1912.

Gaby Morlay, född 8 juni 1893 i Angers, Frankrike, död 4 juli 1964 i Nice, Frankrike, var en fransk skådespelare. Morlay medverkade i runt 110 filmer.

## Filmografi, urval
- 1937 – Nätter av eld
- 1939 – Bakom fasaden
- 1942 – Den blå slöjan
- 1942 – Den förste Bernadotte
- 1944 – Fnurra på tråden
- 1946 – Gengångaren
- 1951 – Mitt röda blod
- 1952 – Kärlekens fröjder
- 1954 – På en vind i Paris
- 1954 – Om Versailles kunde berätta
- 1956 – Brott och straff